# رايت آر 540 ويرل ويند
رايت آر 540 ويرل ويند هي فئة محركات طائرات شعاعية، مكونة من 5 أسطوانات وتُبرد بالهواء.

صُنعت بواسطة قسم رايت للطيران من شركة كورتيس رايت.
كانت سعة هذه المحركات 540 بوصة مكعبة (8.85 لتر)، بينما تراوحت قدراتها بين 165 إلى 175 حصان (123 إلى 130 كيلو وات)، وكانت أصغر محركات فئة رايت ويرل ويند.
لا يجب أن يحدث التباث بين محرك رايت آر 540 ومحرك كينر أر 540 المشابه له، والذي صُنع بواسطة مؤسسة كينر للطائرات والمحركات ‏.

## التصميم والتطوير
كشفت شركة رايت عن فئة محركات جيه 6 ويرل ويند في عام 1928، لتستبدل بها فئة رايت أر-790 ويرل ويند ذات الأسطوانات التسعة. ضمت فئة جيه 6 محركات مختلفة في عدد الأسطوانات، فمنها من احتوى على 5 أسطوانات أو 7 أو 9 أسطوانات.
عُرفت نسخة المحرك ذات الخمسة أسطوانات باسم جيه-6 ويرل ويند 5، أو جيه-6-5 للاختصار. سميت الحكومة الأمريكية المحرك باسم أر-540، واستخدمت شركة رايت هذا الاسم لاحقاً بدلاً من جيه-6.

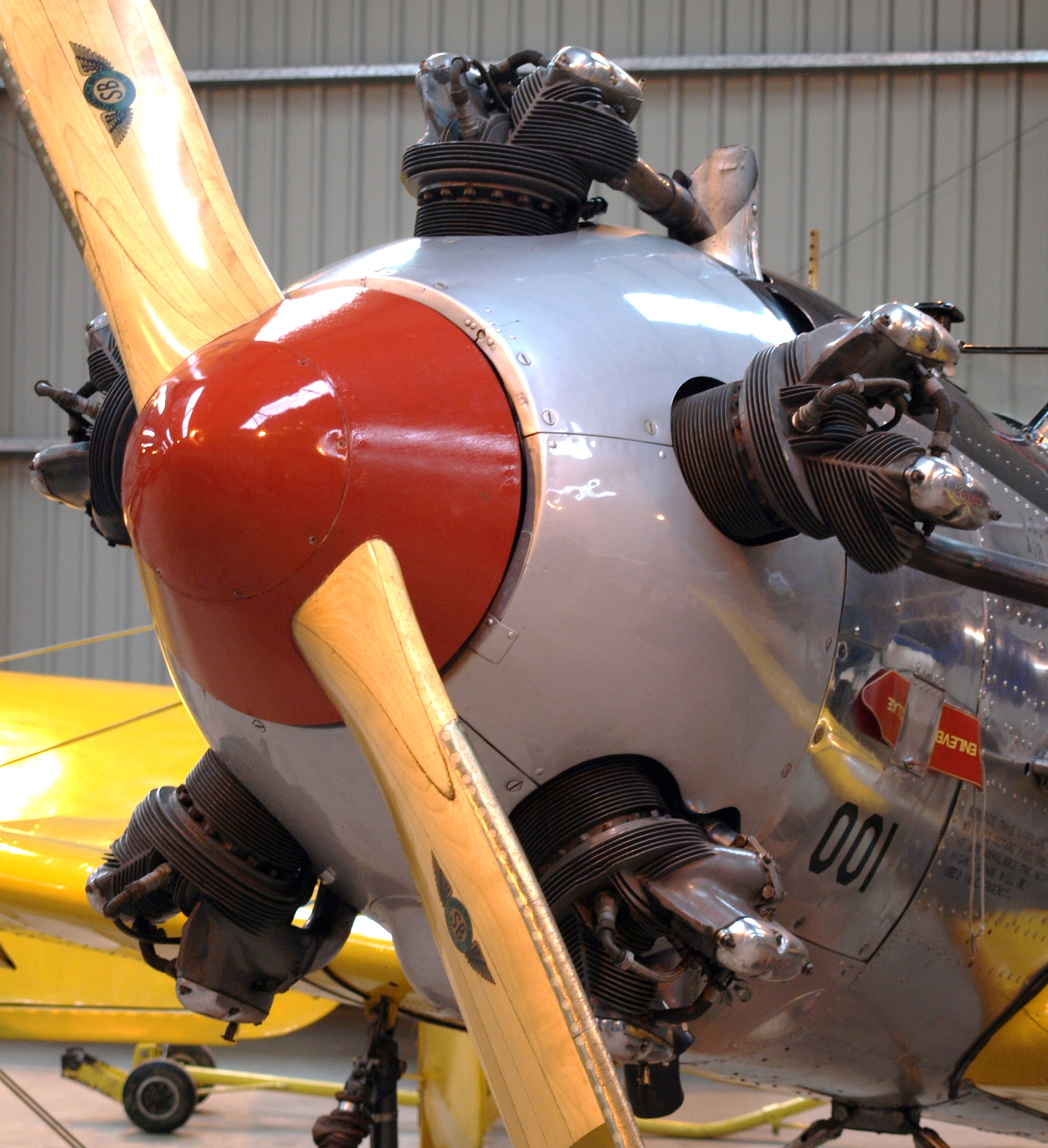
محرك كينر أر 540

احتوى أر-540 على أسطوانات أكبر من تلك الموجودة في رايت آر-790 ويرل ويند، مثله مثل كل المحركات الموجودة في فئة جيه-6 ويرل ويند.
ظل طول شوط المكبس كما هو 5.5 بوصة (14 سم)، بينما زاد قطر الأسطوانة من 4.5 بوصة (11.4 سم) في محرك أر-790 إلى 5 بوصة (12.7 سم).

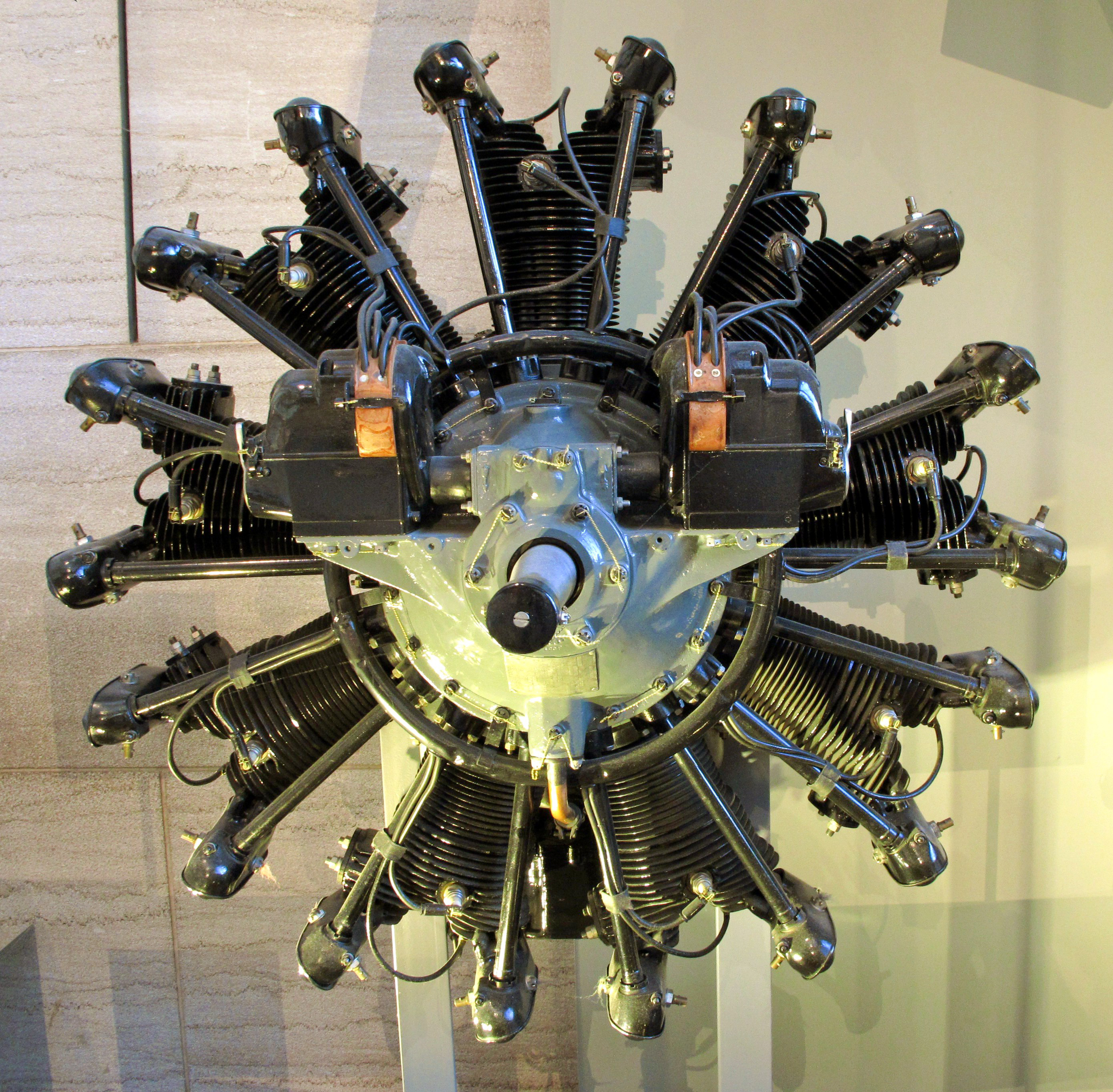
محرك رايت آر-790 ويرل ويند

بينما كان أر-790 محرك تنفس طبيعي، احتوى أر-540 مثل كل محركات جيه-6 على شاحن توربيني فائق مُدار بواسطة تروس، استُخدم لزيادة القدرة الناتجة.
أنتجت رايت محركات مشتقة من أر-540، وطورتها تدريجيا واستخدمت الحروف اللاحقة في تسميتها، كمثال، بلغت قدرة أر-540 ايه 165 حصان (123 كيلو وات)، بينما بلغت قدرة محرك أر-540 أي طراز عام 1931، 175حصان بفضل تصميم رأس الأسطوانة المطور.
أسمت رايت أحياناً هذه الطرازات طبقاً لقدرتها، مثل «ويرل ويند 165» أو «ويرل ويند 175».
صُنع المحرك في أسبانيا باسم هيسبانو-سويزا 5 كيو أو هيسبانو-رايت 5 كيو، بدون تعديل بعيداً عن استخدام عملية التشطيب بالنتردة (تعريض المعدن لغاز النيتروجين).

## التاريخ التشغيلي

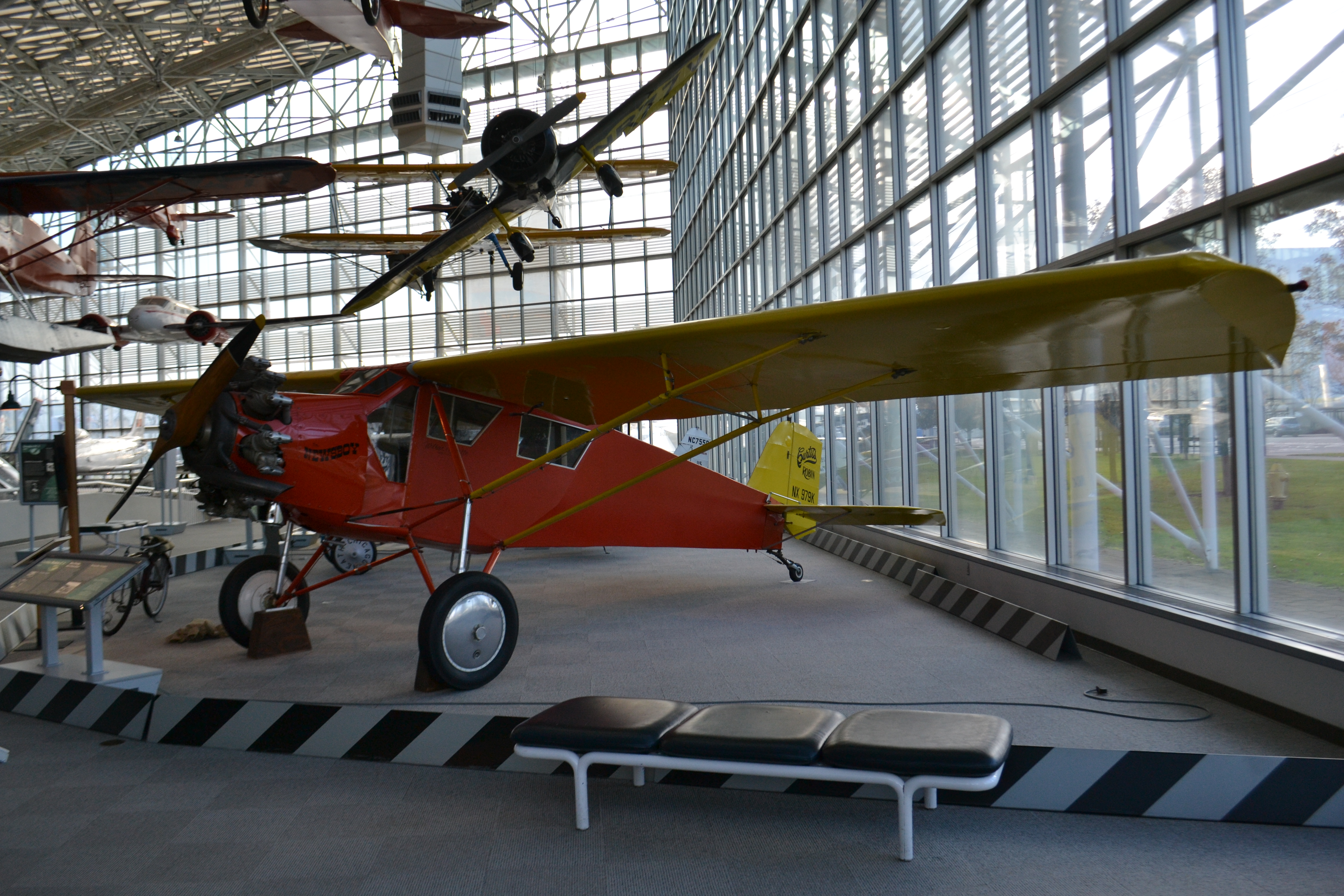
طائرة كورتيس روبن.

كان أر-540 أصغر محركات فئة ويرل ويند وأقلها قدرة، وصُنع للاستخدام في الطائرات الخفيفة.
كانت طائرة الخدمة المدنية الخفيفة كورتيس روبن ‏ أحد أكثر الأنواع الشائعة التي استخدمت محرك أر-540. اسُتخدمت أيضاً أعداد قليلة من المحرك في النماذج الأولية لطائرات التدريب العسكرية التي اعتمدت بواسطة الولايات المتحدة، لكنها لم تُنتج.
بيع محرك أر-540 بشكل جيد في البداية، وصُنع أكثر من 400 محرك في عام 1929. انخفضت المبيعات نتيجة الكساد الكبير، وصُنع 100 محرك فقط في السنوات الثمانية التالية.
أوقفت شركة رايت إنتاج محركات ويرل ويند ذات الخمس أسطوانات في عام 1937، لتبدأ بالتركيز على المحركات الأكبر، تاركة سوق المحركات الصغيرة لشركات مثل مؤسسة كينر للطائرات والمحركات و مؤسسة وارنر للطائرات ‏.
لم تُستخدم محركات أر-540 في الرحلات الكبيرة بشكل دائم، حيث أنها كانت تُستخدم في الطائرات الخفيفة فقط. كان هناك بالرغم من ذلك استثناءان، أظهروا ميزة محركات ويرل ويند المعروفة بكفائتها المرتفعة.
الاستثناء الأول عندما قام الأخوان أل وفريد كي ‏ برحلة استمرت لمدة 653 ساعة و34 دقيقة في طائرة كورتيس روبن جيه-1 أو إل أي ميس، التي حلقت فوق ميرديان في ميسيسيبي من 4 يونيو إلى 1 يوليو.
أُعيد تزويد الطائرة بالوقود والامدادات في الجو، واستطاع الأخوان إجراء صيانة بسيطة للمحرك من خلال المشي على ممر صغير يمتد بين قمرة القيادة والمحرك.
الاستثناء الثاني كان رحلة دوغلاس كوريغان العابرة للأطسي والغير مصرح بها من نيويورك إلى دبلن في أيرلندا، وذلك من 17 إلى 18 يوليو عام 1938، مستحدماً طائرة كورتيس روبن مزودة بمحرك أر-540 مصنوع من أجزاء محركين استُخدموا من قبل.

## التطبيقات
- كورتيس روبن جيه-1
- إمسكو بي-7
- فيرتشايلد كيه أر-34
- سارو كلاود  [لغات أخرى]‏
- سبارتان سي3  [لغات أخرى]‏-165
- ستنسون جونيور  [لغات أخرى]‏ اس إم-2 ايه ايه واس إم-2 ايه بي
- ترافل اير أي-4000
- واكو بسو (واكو 10  [لغات أخرى]‏)

## محركات معروضة
ليس من الشائع عرض محركات رايت آر-540، لكن يوجد محرك معروضاً في متحف القيادة الجوية والفضاء بالقرب من أشلاند في نبراسكا.

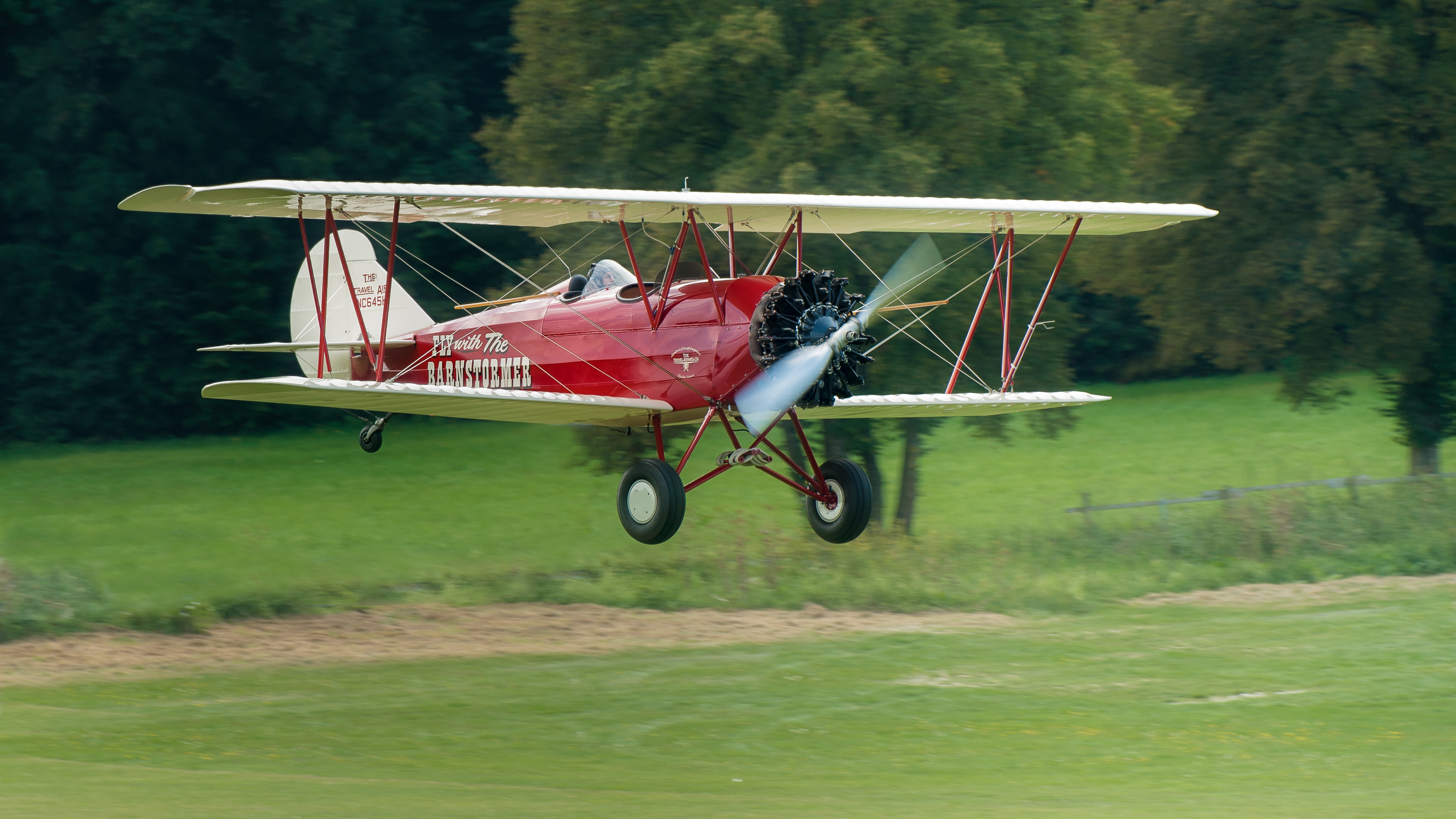
ترافل اير 4000

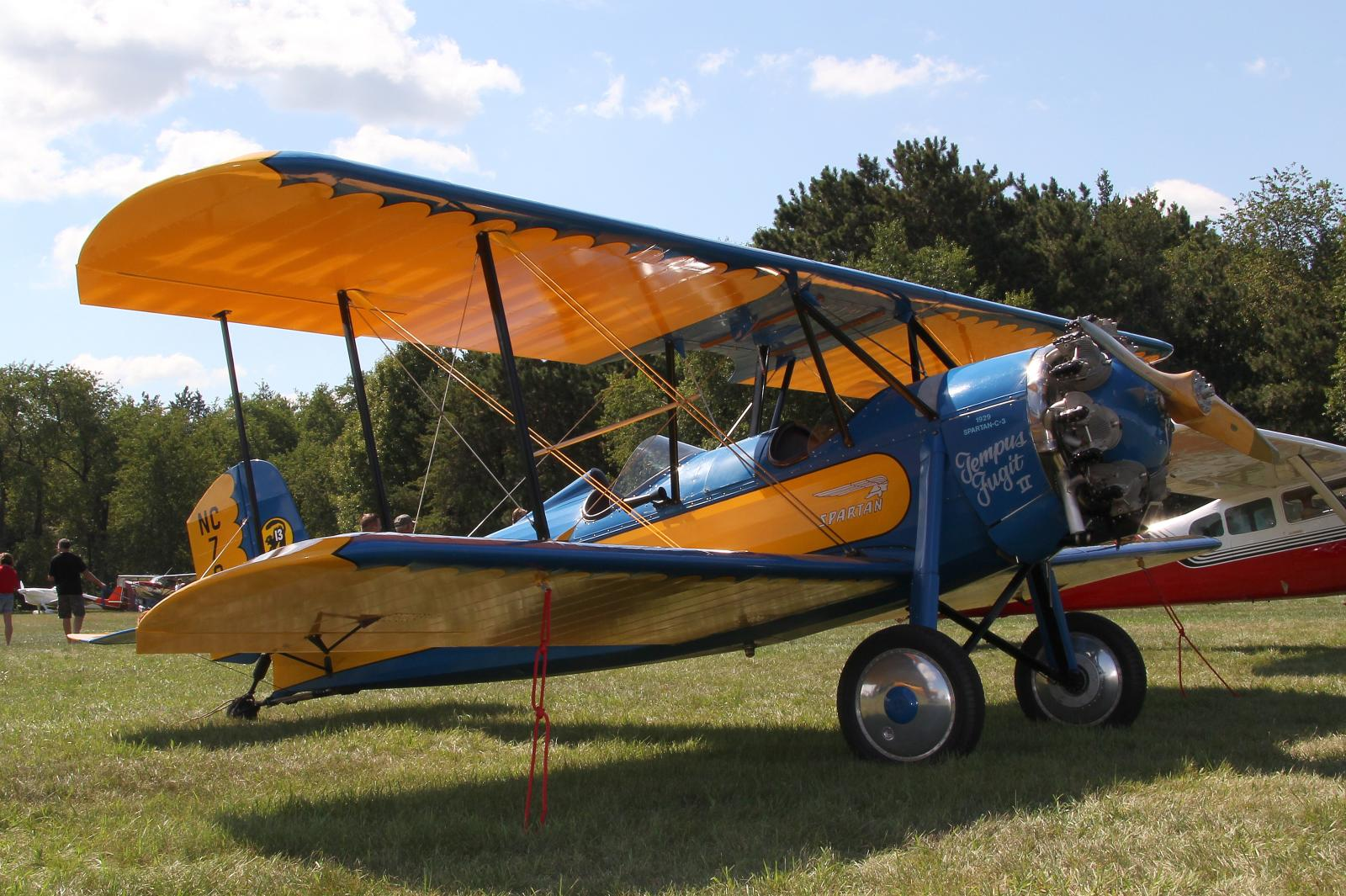
سبارتان سي3

## المواصفات (آر 540 إي)

### مواصفات عامة
- النوع: محرك طائرة شعاعي مكون من 5 أسطوانات، مزود بشاحن توربيني فائق ويُبرد بالهواء.
- قطر الأسطوانة: 127 مم.
- الشوط: 140 مم.
- سعة المحرك: 8.85 لتر.
- الطول: 104.4 سم.
- القطر: 114.3 سم.
- الوزن الصافي: 191 كجم.

### المكونات
- سلسة صمامات: صمامان لكل أسطوانة، ويتم تشغيلهم بواسطة أعمدة دفع.
- شاحن توربيني فائق: شاحن توربيني فائق مشغل بواسطة سلسلة تروس. نسبة تخفيض السرعة 1:7.05.
- نوع الوقود: بنزين ذو رقم أوكتان 65
- وحدة تخفيض سرعة المروحة الدافعة: تتصل مباشرة مع عمود الدوران.

### الأداء
- القدرة الناتجة: 175 حصان (130 كيلو وات) عند 2000 دورة/دقيقة عند مستوى سطح البحر.
- كثافة القدرة: 0.324 حصان/بوصة مكعبة (14.7 كيلو وات/لتر).
- نسبة الانضغاط: 1:5.1
- استهلاك الزيت: 7-13 جرام/(كيلو وات/ساعة)
- نسبة القدرة إلى الوزن: 0.417 حصان/باوند (0.685 كيلو وات/كجم).

## مزيد من القراءة
- Curtiss-Wright (1940), Wright Engines - Past and Present (PDF), pp. 12–13, retrieved December 10, 2009. Available from the Aircraft Engine Historical Society's reference page.
- Lage, Manual (2004), Hispano Suiza in Aeronautics, Warrendale, USA: SAE International, ISBN 0-7680-0997-9
- Curtiss-Wright (1983), Historical Engine Summary (Beginning 1930) (PDF), p. 1, retrieved December 10, 2009. Available from the Aircraft Engine Historical Society's reference page.
- Federal Aviation Administration, Approved Type Certificate No. 23 (ATC 23) data sheet, retrieved December 10, 2009. Available from the FAA's Regulatory and Guidance Library.
- USAF Air Materiel Command (January 1, 1950), Model Designations of USAF Aircraft Engines: Section I, Reciprocating Engine Characteristics (PDF), p. 8, retrieved December 10, 2009. Available from the Aircraft Engine Historical Society's reference page